# Els dies que vindran
Els dies que vindran és un film de gènere romàntic i dramàtic en llengua catalana estrenat el 2019. És el tercer llargmetratge dirigit per Carlos Marqués-Marcet i és protagonitzat per David Verdaguer i Maria Rodríguez Soto. Va ser la pel·lícula en versió original en català més vista del 2019.

## Argument
Vir, 30 anys i Lluís de 32, fa només un any que surten junts, quan la Vir descobreix que està embarassada. Durant nou mesos, seguirem l'aventura d'aquesta jove parella, el gir enorme que farà la seva vida, les seves pors, alegries, les seves expectatives i les realitats que, durant l'embaràs, sorgeixen davant d'ells.
Filmada al llarg dels nou mesos de gestació real de l'actriu Maria Rodríguez Soto, qui tenia en aquell moment per parella en David Verdaguer, coprotagonista del film, Els dies que vindran és el relat minuciós del procés d'aprendre a ser tres quan no s'ha tingut el temps d'aprendre a ser dos, explorant la dificultat de compartir amb l'altre aquesta experiència profundament transformadora.

## Estrena
L'estrena mundial va ser en el Festival Internacional de Cinema de Rotterdam (IFFR), a la secció Tiger Competition. A Espanya es va estrenar en el Festival de Màlaga, seleccionada en competició oficial. S'estrenà a les sales de cinema el 28 de juny de 2019.

## Premis
- 2019: Bisnaga d'Or a la millor pel·lícula en el Festival de Màlaga[6]
- 2019: Bisnaga de Plata en el Festival de Màlaga a Carlos Marqués-Marcet, millor director
- 2019: Bisnaga de Plata en el Festival de Màlaga a Maria Rodríguez Soto, millor actriu
- Premis Gaudí de 2020:

| Categoria                             | Nominat/Guanyador                                            | Resultat   |
| ------------------------------------- | ------------------------------------------------------------ | ---------- |
| Millor pel·lícula en llengua catalana | Els dies que vindran                                         | Guanyadora |
| Millor direcció                       | Carlos Marqués-Marcet                                        | Nominat    |
| Millor guió                           | Carlos Marqués-Marcet, Clara Roquet i Coral Cruz             | Nominats   |
| Millor actriu                         | Maria Rodríguez Soto                                         | Guanyadora |
| Millor actor                          | David Verdaguer                                              | Nominat    |
| Millor direcció de producció          | Sergi Moreno, Tono Folguera i Mayca Sanz                     | Nominats   |
| Millor direcció artística             | Ana Pons-Formosa                                             | Nominada   |
| Millor muntatge                       | Ana Pfaff, Carlos Marques-Marcet i Oscar de Gispert          | Guanyadors |
| Millor fotografia                     | Àlex García                                                  | Nominat    |
| Millor so                             | Diego Casares, Borja Barrera, Jonathan Darch i Dani Zacarias | Nominats   |